# Springfield Story
Springfield Story (Originaltitel: (The) Guiding Light) führt mit einer Laufzeit von 72 Jahren (zunächst 15 Jahre davon ausschließlich als Radio-Soap) die Liste der längsten Fernsehserien als weltweit am längsten laufende Seifenoper an. Die Serie endete mit der Episode vom 18. September 2009 bei CBS. In Deutschland wurde die Serie insgesamt 13 Jahre lang ausgestrahlt.

## Guiding Light in den USA
The Guiding Light ist eine der ältesten Seifenopern und die längstlaufende Procter-&-Gamble-Produktion weltweit. Ihren Anfang hatte die Endlosserie als Radio-Sendung am 25. Januar 1937 bei NBC; am Anfang stand ein hilfreicher Pfarrer im Mittelpunkt der Serie, der durch eine Lampe im Fenster anzeigt, dass er zuhause ist und die Menschen mit ihren Sorgen und Nöten zu ihm kommen können. Dieses „wegweisende Licht“ gab der Serie ihren Titel, der auch beibehalten wurde, als andere Figuren in den Vordergrund rückten.
Am 30. Juni 1952 lief die Serie bei der amerikanischen Senderkette CBS zum ersten Mal im Fernsehen. In den Anfangsjahren wurde sie mit 15 Minuten Länge ausgestrahlt. Ab 1968 erweiterte man die Episoden auf 30 Minuten und im November 1977 erfolgte eine Erweiterung auf 60 Minuten.
Die Sendung steht im Guinness-Buch der Rekorde, da sie die am längsten produzierte Sendung weltweit ist. Die 15.000. Episode der Soap wurde in den USA am 7. September 2006 ausgestrahlt. The Guiding Light wurde ab dem 29. Februar 2008 aus Kostengründen nicht mehr im Multi-Camera-Verfahren aufgenommen. Stattdessen wurde mit einer digitalen Hand-Videokamera gefilmt. Das traditionell genutzte Filmset ersetzte man durch 4-Wände-Sets und ein Großteil der Szenen des letzten Serienjahres wurde in New Jersey unter freiem Himmel gedreht.
Guiding Light wurde schließlich 2009 auf Grund mangelnder Quoten eingestellt. Die letzte Folge (Episode 15.762) wurde am 18. September 2009 ausgestrahlt.

## Springfield Story in Deutschland
Unter dem Titel Springfield Story wurde die Serie in Deutschland ab dem 26. Mai 1986 von dem Privatsender RTLplus (später RTL) zunächst im Nachmittagsprogramm gegen 17 Uhr gesendet. RTLplus begann die Ausstrahlung mit Folge 8258 der Originalserie aus dem Jahre 1979, sodass die Folgen der deutschen Ausstrahlung etwa acht Jahre hinter denen der US-Ausstrahlung zurücklagen. Im Laufe der Jahre wurde der Sendeplatz immer weiter nach vorne verschoben, sodass die Serie 1999 bereits im Vormittagsprogramm um 09:15 Uhr zu sehen war.
Am 17. September 1999 wurde die Ausstrahlung der Springfield Story trotz teilweise heftiger Zuschauerproteste nach insgesamt 3278 gesendeten Folgen eingestellt. Bis Juli 2005 war Springfield Story damit in Deutschland die Serie mit den meisten ausgestrahlten Folgen, abgelöst wurde sie von der RTL-Eigenproduktion Gute Zeiten, schlechte Zeiten.
Ein Teil der Folgen war in den Jahren 1996 bis 2000 zudem bei dem Sender tm3 zu sehen. Der Sender Tele 5 hat die Rechte zur Ausstrahlung der neuen Folgen der Springfield Story erworben, hat allerdings bis jetzt noch nicht von seinem Recht Gebrauch gemacht.
2021 waren Denise Pence und Tina Sloan beim Ableger Light & Hope beim Podcast Hoodie Place TV+ zu Gast und blickten auf ihre Rollen und Erinnerungen an Die Springfield Story zurück. 2024 Waren Liz Keifer und Toby Poser zu Gast. Diese Episoden sind dem Schauspieler Jerry ver Dorn gewidmet, der über 26 Jahre die Rolle des "Ross Marler" gespielt hatte.

### Einige Handlungszüge der in Deutschland ausgestrahlten Folgen
Im Mittelpunkt der in Deutschland ausgestrahlten Folgen standen vor allem die Geschichten um den reichen und mächtigen Familienclan Spaulding, den Familienclan der Lewis, die ein Ölunternehmen besitzen und den Familienclan der Chamberlains. Aber auch die Mittelschicht, verkörpert etwa durch die irischstämmige Familie Reardon oder die deutschstämmige Familie Bauer, hat eine große Bedeutung in der Serie.

### Einige bedeutende Figuren der in Deutschland ausgestrahlten Folgen
- Alan Spaulding: Leiter des Familienunternehmens Spaulding Enterprises. In der Wahl seiner Mittel schreckt er auch vor illegalen Geschäften nicht zurück. Nachdem eines seiner dunklen Geschäfte aufzufliegen droht, taucht er unter, während seine Familie ihn für tot hält. Nach drei Jahren taucht er plötzlich wieder auf.
- Alexandra Spaulding: Schwester von Alan. Hat ein großes Geheimnis, nämlich einen unehelichen Sohn. Sie beauftragt eines Tages ihren Anwalt Ross Marler, ihren Sohn zu finden, den sie damals auf Druck ihres Vaters Brandon beim Kindsvater zurücklassen musste. Es ist Lujack Luwanajack, der Anführer einer Jugendgang: den Galahads.
- Brando „Lujack“ Luwanajack: Zuerst Anführer einer Jugendgang, dann erfährt er, dass seine Mutter, die er für tot hielt, Alexandra Spaulding ist. Nach anfänglichen Schwierigkeiten kann er sie akzeptieren, sagt sich von seiner kriminellen Vergangenheit los und baut sich mit seiner großen Liebe Beth Raines eine bürgerliche Existenz auf, nachdem er unschuldig wegen Mordes im Gefängnis saß.